# ベネ・フェレンツ
ベネ・フェレンツ（Ferenc Bene、1944年12月17日 - 2006年2月27日）は、ハンガリー・バラトヌーイラク出身の元同国代表サッカー選手、元サッカー指導者z。ポジションはFW。

## 経歴
1962年、17歳の時にハンガリー代表デビューを果たす。19歳で迎えた1964年東京オリンピックで12ゴールを挙げ得点王に輝き、初優勝の原動力となった。その後、1964年UEFA欧州選手権、1966年FIFAワールドカップに出場。特に1966年W杯では、出場した4試合すべてでゴールを挙げる活躍をみせ、同年のバロンドール投票で自己最高の6位を記録した。
クラブレベルではキャリアのほとんどをウーイペシュトで過ごし、ここで8度のハンガリーリーグ優勝、5度の得点王を獲得している。通算成績は418試合出場303得点。
引退後はウーイペシュトの監督やU-21ハンガリー代表アシスタントコーチなどを務め、2006年に死去。61歳没。

## 所属クラブ
- ウーイペシュト・ドージャSC 1961-1978
- ヴォラーンSC 1978-1979
- セプシ78 1981-1982
- ヴォラーンSC 1983-1984
- ソロクサーリVOSE 1984
- ケチケメーティSC 1984-1985

## 代表歴
- ハンガリー代表（76試合36得点）1962-1979
  - 1964年 東京オリンピック（12得点）
  - 1964年 UEFA欧州選手権（2試合2得点）
  - 1966年 FIFAワールドカップ（4試合4得点）
  - 1972年 UEFA欧州選手権（1試合0得点）